# Formgestaltung in der DDR

Babyflasche aus Jenaer Glas

DDR-Design, auch sozialistische Formgebung oder Formgestaltung, umfasst Produkte, die zwischen 1949 und 1989 in der Deutschen Demokratischen Republik entworfen und hergestellt wurden. Das Design zeichnet sich durch Funktionalität und Reduktion auf das Wesentliche aus. Aufgrund Rohstoffknappheit und Planwirtschaft stand die Langlebigkeit der Produkte für Gestalter im Vordergrund.

## Merkmale
Aufgrund der von Planwirtschaft (sozialistisch, materiell, ideologisch) geprägten Gesellschaft ergaben sich spezifisch ostdeutsche Elemente der Gestaltung. Form, Design, Material, Gewicht und Größe sollten eine Einheit ergeben. Von Anbeginn der DDR entwickelte sich originelles Design, das im Ostblock und westlichem Europa bewundert, nachgebaut, aber auch belächelt wurde. Gegenstände sollten nützlich und langlebig sein, sodass sie einen möglichst optimalen Nutzen für den Werktätigen mit sich brachten. Prägende Eigenschaften waren: Zeitlosigkeit, Funktionalität sowie die Verwendung weniger Rohstoffe. Die Produktgestaltung ergab sich aus dem Mangel an Ressourcen aber auch aus dem Streben nach einer neuen kulturellen Identität.

## Erste Nachkriegsjahre
In den Nachkriegsjahren, als Städte und Industriebetriebe zerstört waren, galt es in Ost- und Westberlin statt schöner Formen, praktische Lösungen für den täglichen Bedarf zu finden. Formgestalter, an die Ideen des Bauhauses anknüpfend, strebten an, die Bevölkerung, Betriebe und Politik an ein neues Design zu gewöhnen. Man konnte sich jegliche Ausschmückung der Produkte aufgrund beschränkter materieller und technischer Voraussetzungen nicht leisten und musste demnach mit dem arbeiten, was zur Verfügung stand. Ehemalige Bauhausschüler versuchten sogar ein Gesetz gegen die Ausbeutung des Volkes durch Kitsch durchzusetzen. Das Gesetz trat nie in Kraft. Horst Michel (deutscher Formgestalter) initiierte jedoch das Gütezeichen für Kunsthandwerk und Kunstgewerbe, das erst in Thüringen, dann ab 1949 im gesamten Gebiet der DDR vergeben wurde.
Industriell gefertigte Produkte, die den Grundsätzen der Guten Form des Designs der DDR entsprachen, wurden mit diesem Kennzeichen ausgezeichnet.
Das Konzept der funktionalen Moderne, angelehnt am Bauhaus, wurde vom Staatsratsvorsitzenden Walter Ulbricht abgelehnt. Als ehemaliger Tischler war er von einem Kunstverstand aus der Gründerzeit geprägt. 1951 kam es erstmals zu widersprüchlichen Vorstellungen von Gestaltern und Staatsmacht. Um sich vom Westen abzugrenzen, löste die Regierung eine Kulturdebatte aus; ihrer Ansicht nach sollten Gegenstände volksverbunden und parteidienlich sein, jeglicher Individualismus beseitigt werden. Traditionen des Bauhauses galten als dekadent und kosmopolitisch. Einfachheit und intuitive Benutzbarkeit wurde als kalter Formalismus und Amerikanismus kritisiert. Die Gegenstandswelt sollte die Macht der Arbeiter ausdrücken, Maßstäbe des Sozialistischen Realismus erfüllen und so den Bezug zu einem historischen Formgut herstellen.

## 1960erJahre
In den Deutschen Werkstätten Hellerau arbeitete man an Möbeln für industrielle Großserien. Der sparsame Umgang mit stofflicher Substanz im Prozess der Gestaltung resultierte aus dem Mangel an Rohstoffen und Technik wie auch aus einem ethischen Prinzip. Zum Beispiel sollte kein Verschleiß durch Gestaltung verursacht werden, welche modischen Aspekten unterworfen war. Zunächst entstanden Produkte, die auch im Ausland hohe Aufmerksamkeit erhielten. Bis zum Ende der DDR-Zeit zählte nicht die Idee des Einzelnen, sondern ausschließlich der Nutzen, den die Gegenstände für das Volk mit sich brachten. Deswegen konnten Entwürfe nicht geschützt werden und wurden, manchmal in leicht abgewandelter Form, im Westen kopiert. Formgestalter, die als erste Absolventen die Hochschulen in Weimar, Weißensee und Halle verließen, arbeiteten in Abgrenzung zum Kapitalismus weiter am Ideal eines handwerklich gut gemachten, gestalterisch modernen und massentauglichen Produktes. Da die DDR kein Rohstoffland war, mussten Ressourcen importiert werden. Dadurch entstanden hohe Kosten. Der Staat beschleunigte in den 1960er Jahren die Produktion in der Hoffnung auf eine bessere Versorgung durch möglichst langlebige Konsumgüter.
Im Möbelprogramm der deutschen Werkstätten (MDW) wurden An- und Aufbaumöbel für die soziale Mitte produziert; diese waren variabel und individuell zusammenstellbar. Produkte dieser Art stießen bei der politischen Führung ebenfalls auf Unverständnis. Kunstmacher der Sozialistischen Einheitspartei Deutschlands (SED) urteilten, ob Produkte zum sozialistischen Menschen passten. Formgestalter wurden so in ihren Möglichkeiten beschränkt.
Aus heutiger Sicht entstand in den 1960er Jahren die Hochphase der Produktgestaltung in der DDR. Die SED setzte auf den neuen Werkstoff „Plast“ und warb mit dem Slogan „Chemie gibt Brot, Wohlstand, Schönheit“. Preiswerte und praktische Konsumartikel wurden von nun an massenhaft von den Formgestaltern des Landes entwickelt. Mit den neuen Produkten sollte die Abhängigkeit der Wirtschaft von teuren Importen verhindert werden. Die Plaste-und-Elaste-Entwicklung fand ihre Ursprünge in Halle. In dem Chemiegebiet ermöglichten neue Anlagen größere Produktionsdimensionen.

## 1970erJahre

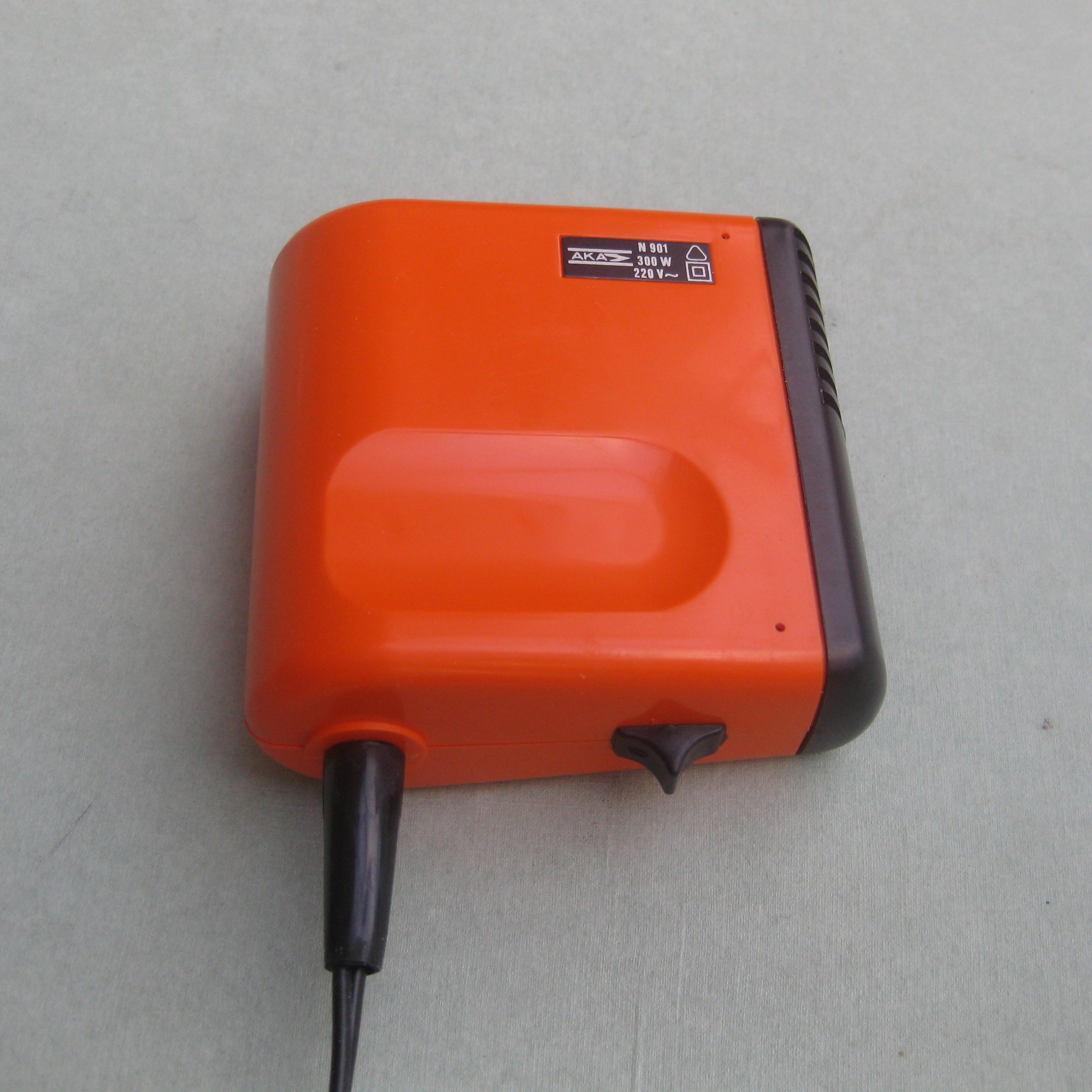
Reise-Luftdusche, AKA electric

1971 übernahm Erich Honecker die Position des Staatsratsvorsitzenden. Er verkündete einen neuen politischen Kurs: Die Einheit von Wirtschafts- und Sozialpolitik.
Ein Jahr später wurde per Ministerratsbeschluss das Amt für Materielle Formgestaltung gegründet, von dem aus die Designprozesse in den Betrieben zentral gesteuert wurden. Da die Koordinierung und Kontrolle der Prozesse zeitintensiv war, kamen Artikel häufig verspätet auf den Markt. Diese Zeitverzögerung stieß bei der Bevölkerung auf Kritik. Das Kulturmagazin schrieb am 14. April 1978: „Einen nützlichen Gegenstand sollte man nicht 4 Jahre nur als Modell herumzeigen. Bei einer konsequenten Überführung in die Produktion würden die vielen, schönen Entwürfe unser Konsumgüterangebot verbessern.“
Um Bedürfnisse der Konsumenten nicht weiter zu wecken, wurde ab 1972 Produktwerbung in der DDR eingestellt. Infolgedessen blieb die Identifizierung der Bevölkerung mit den eigenen Produkten aus. Die Wahrnehmung der DDR-Produktkultur im Ausland sank und der Export aus dem nicht-sozialistischen Wirtschaftsgebiet geschah häufig unter Verleugnung des Herkunftslandes. Gestalterinnen und Gestalter, Hersteller und Betriebe wurden auf dem Markt nur selten mit Namen genannt. Durch die in den 1970er Jahren einsetzende Verstaatlichung beseitigte der Staat weitere Möglichkeiten unternehmerischer Initiativen. Die zeitintensive Planwirtschaft machte volkseigene Betriebe unflexibel, da sie nun nicht mehr auf Trends reagieren konnten. Außerdem litt die Qualität unter dem neuen Motto „Masse statt Klasse“.

## 1980erJahre
Der Staat verpflichtete Formgestalter zur Erstellung preiswerter Produkte, die unter neuen Namen im Westen verkauft wurden, um notwendige Devisen zu erlangen. Der „Billigsektor“ war für die DDR in den 1980er ein Geschäft. In den Betrieben fehlte es an Material. Produkte und ihr Design mussten für wirtschaftliche Zwecke hinhalten, häufig gegen den Willen der Gestalter. Sie wurden meist, diktiert durch West-Deutschland, unter dem Herstellungspreis verkauft.

## Nach1989
Mit dem Mauerfall gelangten Produkte aus dem Westen in den Osten, wodurch die DDR-Produkte innerhalb kürzester Zeit verdrängt wurden. Traditionsreiche, exportorientierte Branchen stellten den Betrieb ein. 95 % aller Betriebe kamen in den Besitz auswärtiger Eigentümer. Ab 1990 wurden etwa 8000 volkseigene Betriebe privatisiert. Die Gegenstandswelt der DDR scheiterte Ende der 1980er Jahre materiell, wie ideell.

## DDR-Design Heute
Mittlerweile sind DDR-Produkte wieder auf dem Markt erhältlich. Das erneute Interesse an DDR-Design ist ein Beweis für die präzise Arbeit, das Bewusstsein für das Material, Zweckbestimmung und erfolgreiche Ausbildung. Das angestrebte ethische Prinzip der Langlebigkeit und Zeitlosigkeit in der DDR-Designkultur wird durch die erneute Herstellung bestätigt.

## Historischer Überblick – Institutionen und Ausbildungsstätte
- 1945: Gründung der Arbeitsgemeinschaft Formgebung in Weimar unter Leitung von Horst Michel
- 1946: Offizielle Wiedereröffnung der Hochschule für Baukunst und Bildende Künste in Weimar. Der Architekt Hermann Henselmann wird zum Direktor berufen und mit der Reorganisation der Hochschule beauftragt.
- 1948: Mart Stam wird damit beauftragt, die bisherige Hochschule für Werkkunst auszubauen und diese mit der Akademie der Künste zu vereinen.
- 1950: In Berlin wird unter Mart Stam das Institut für Industrielle Gestaltung (IFIG) gegründet, das der Kunsthochschule Berlin-Weißensee angeschlossen ist.
- 1951: Gründung des Instituts für Innengestaltung an der nun in Hochschule für Architektur und Bauwesen umbenannten Weimarer Ausbildungsstätte.
- 1952: Umbenennung des IFIG in Institut für Angewandte Künste (Ifak).
- 1954: Erste staatliche Anordnung, der Beschluss des Ministerrates über die neuen Aufgaben der Innenarchitektur und der Möbelindustrie, weist dem Weimarer Institut besondere Verantwortungsbereiche zu.
- 1955: Weimarer Institut beteiligt sich mit einer Sonderschau an der Münchener Ausstellung Ernährung und Wohnkultur.
- 1956: Herausgabe des 1. Heftes der DDR-Fachzeitschrift für industrielle Gestaltung form & zweck (zunächst als Jahrbuch, ab 1964 als Zeitschrift)
- 1957: Weimarer Institut stellt bei der XI. Mailänder Triennale aus und stößt damit auf ein großes Echo in westeuropäischen Medien.
- 1972: Gründung des staatlichen Amtes für industrielle Formgestaltung (AIF) mit der Funktion, aktuelle Designprozesse in der Industrie zu lenken und zu verwalten. Leiter ist Dr. Martin Kelm.
- 1976: Gründung des Wissenschaftlich-Kulturellen Zentrums Bauhaus Dessau.
- 1978: Schaffung der staatlichen Auszeichnungen Designpreis der Deutschen Demokratischen Republik (für Personen und Arbeitsgruppen, einmal jährlich eine Reihe von Empfängern vergeben) sowie GUTES DESIGN (für Industrieprodukte, wird zur Internationalen Leipziger Messe zweimal jährlich vergeben)
- 1988: Das AIF präsentiert in Stuttgarts Design Center mit der Ausstellung Design in der DDR erstmals einen Überblick zur ostdeutschen Designgeschichte.
- 1989: Eröffnung der Ausstellung SED – Schönes Einheits Design in der Galerie Habernoll in Dreieich bei Frankfurt/Main. Seit 1999 befindet sich diese Sammlung der verschiedensten DDR-Konsumgüter als Dauerleihgabe im Haus für Geschichte, Leipzig.
- 1990: Auf der Leipziger Frühjahrsmesse wird zum letzten Mal die Auszeichnung Gutes Design vergeben.
- 1993: Unter dem Titel Neue Länder Neue Wege veranstaltet das Internationale Design Zentrum Berlin eine umfassende Wanderausstellung mit Design-Innovationen aus den ostdeutschen Bundesländern.
- 1999: Präsentation von DDR-Alltagskultur auf der Berliner Ausstellung Wege der Deutschen im Martin-Gropius-Bau.[1]